# La Torre de les Maçanes
La Torre de les Maçanes (in spagnolo Torremanzanas) è un comune spagnolo situato nella comunità autonoma Valenciana.